# Heinrich Welker
Pour les articles homonymes, voir Welker.
Heinrich Johann Welker, né à Ingolstadt (Royaume de Bavière) le 9 septembre 1912 et mort à Erlangen (Allemagne) le 25 décembre 1981, est un physicien allemand, aussi bien théoricien que pratiquant la physique appliquée.
Il a inventé le « transistron », un transistor fabriqué chez Westinghouse indépendamment du premier transistor réussi réalisé chez Bell Laboratories. Il a fait un travail fondamental dans le domaine des semi-conducteurs composés III-V et a ouvert la voie aux éléments semi-conducteurs à micro-ondes et aux diodes laser.